# Problème

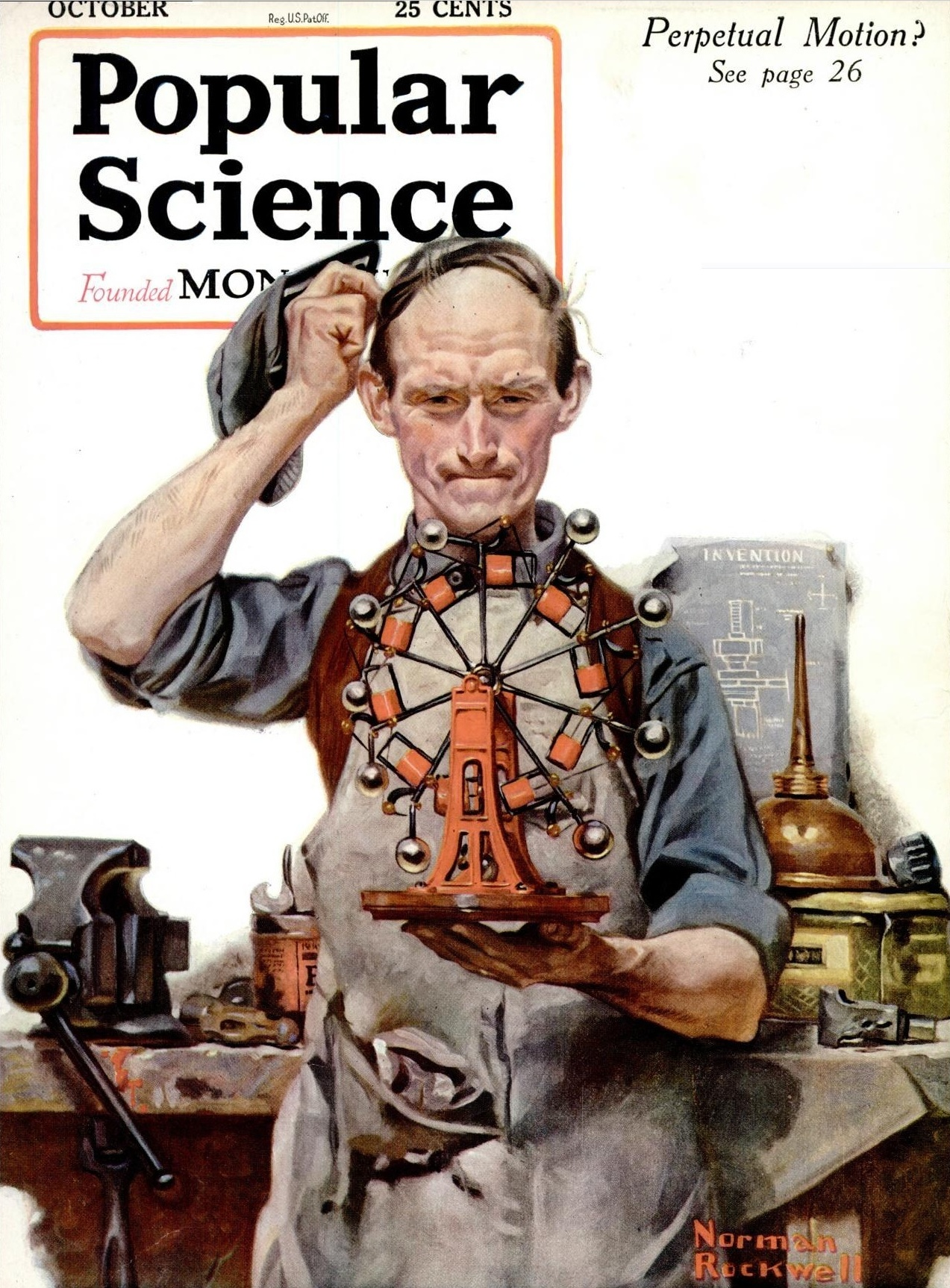
Couverture du numéro d'octobre 1920 du magazine Popular Science, peinte par l'illustrateur américain Norman Rockwell. Elle représente un inventeur travaillant sur une machine à mouvement perpétuel. Le dispositif représenté est un dispositif à "effet de levier de masse", où les poids sphériques de droite ont plus d'effet de levier que ceux de gauche, créant soi-disant une rotation perpétuelle. Mais il y a un plus grand nombre de poids à gauche, équilibrant le dispositif.

Un problème, (appellé aussi un blème) dans son acception la plus courante, est une situation dans laquelle un obstacle empêche de progresser, d'avancer ou de réaliser ce que l'on voulait faire. Un problème naît lorsqu'il y a une différence entre l'état des choses et celui souhaité, ou lorsqu'il y a anormalité, c'est le cas en industrie ou en physiologie.
Le substantif problème est issu du grec πρόβλημα (problema), i.e. « quelque chose qui a été présenté, donné ».

## Philosophie
En philosophie, le problème consiste en la question centrale à laquelle un auteur s'affronte, et face à laquelle il articule des concepts philosophiques pour proposer une résolution de ce problème. Le problème est donc indissociable du concept, sans lequel il ne saurait être compris. Toutefois, le problème, s'il peut être explicité par le philosophe qui le traite, peut aussi être implicite dans un texte. Ainsi l'ouvrage Du contrat social (1762), de Rousseau, commence par la phrase : « Je veux chercher si, dans l'ordre civil, il peut y avoir quelque règle d'administration légitime et sûre. » Il énonce ainsi dès le départ le problème auquel son enquête vise à répondre : celui de savoir ce qui fait qu'un État est légitime. À l'inverse, l'aphorisme 125 du Gai savoir de Nietzsche, où l'on trouve la célèbre formule « Dieu est mort », n'énonce pas directement le problème traité : celui-ci doit être retrouvé sous le concept de la mort de Dieu, et dans les autres textes de Nietzsche.

## Industrie
Un problème est usuellement défini comme l'occurrence d'événements qui perturbent le fonctionnement habituel d'un système robotique ou productique. Il s'ensuit souvent une résolution.

## Analyse fonctionnelle
Dans le domaine de l'analyse fonctionnelle, on définit un problème comme étant un écart (une différence) observable entre un résultat attendu et le résultat constaté. Ainsi, on a un problème quand des acteurs perçoivent un écart entre ce qui est, ce qui pourrait être et ce qui devrait être.

## Informatique théorique
En informatique théorique, on considère des problèmes, qui sont des questions auxquelles un ordinateur pourrait répondre. Un cas particulier classique est celui des problèmes de décision.

## Psychologie cognitive
En lien à la notion de résolution de problème, un problème y est communément défini comme une tâche à réaliser dans des conditions définies et pour laquelle on ne connaît pas de solution ou de méthode systématique de résolution : on sait quel est le but à atteindre, on connaît le contexte (lois ou règles à respecter, outils ou transformations licites…), mais on ne connaît pas explicitement la procédure à suivre. La résolution du problème consiste alors autant à inventer (ou définir) la méthode à appliquer (les étapes à suivre) qu'à les mettre en œuvre. Une fois le problème résolu, la (ou une) méthode est connue. Le problème n'en est alors plus un.

## Physiologie
Un problème physiologique résulte d'un dysfonctionnement ou anormalité d'un composant ou système d'un organisme vivant.

## Politique
Un problème public, ou problème politique, est un problème qui suscite l'intérêt d'autorités publiques, et qui appelle à un débat public. Le terme revêt deux sens : il ouvre un débat public par sa publication et il amène à repenser les politiques publiques alors en place. Pour Jean-Gustave Padioleau, c'est "un problème perçu comme appelant un débat public voire l’intervention des autorités publiques légitimes." Pour d'autres, comme Pierre Favre, c'est "un problème qui contraint l’ensemble des acteurs politiques à prendre position à son sujet." L'émergence d'un problème public passe par sa mise sur l'agenda politique, c'est-à-dire par sa prise en compte par le pouvoir public. 

## Jeux
« Problème » est le terme générique qui englobe les énigmes et autres jeux dont la presse écrite fait un large usage. Les plus répandus de ces problèmes sont probablement ceux de mots croisés, de mots fléchés et de sudoku. D'autres problèmes sont basés sur des jeux classiques. Citons les problèmes de Scrabble, de bridge, des jeux d'échecs et de dames.
L'aspect ludique naît de la satisfaction que le lecteur éprouve en résolvant ces problèmes.
Un problème est une création, appelée aussi composition, élaborée par des passionnés du jeu en question, qui ont ainsi l'occasion de faire apprécier la beauté de leur jeu. En raison de la complexité et de la lourdeur du travail d'élaboration à fournir, lorsque la chose est possible, la tâche est confiée à un ordinateur (Sudoku, Scrabble).
En plus du respect des règles du jeu considéré, les caractéristiques essentielles d’un problème sont l’unicité de la solution, et la non-redondance de moyen utile à sa résolution.
Pour les jeux d'échecs et de dames, la construction d’un problème est régie par des règles spécifiques, permettant de mettre en valeur la beauté d'une combinaison, d'un thème. La création de problème est appelée problémisme aux dames et composition échiquéenne au jeu d'échecs.